# Тебриз
Тебриз (на персийски: تبریز – Tabriz, на азербайджански: تبریز, Təbriz) e град в Иран, административен център на провинция Източен Азербайджан, с население повече от 1 558 693 души (2016).

## История
Разположен на стратегическо място на Пътя на коприната, Тебриз е столица на няколко династии владетели, започвайки от Атропатидите през IV век пр.н.е. Столица е и на ханството Илханат, когато при хан Газах през 1295 достига своя най-голям разцвет.
Географското му положение в западната част на страната и близостта му със съседните страни го прави център на реформаторски движение и основна движеща сила на Персийската конституционна революция между 1905 – 1911, която води до учредяването на парламент в Иран. По време на Първата световна война, Иран запазва неутралитет, но градът е окупиран от руски, а по-късно и от турски войски. След края на войната започва период на възход и разцвет за Тебриз. Благодарение на многото държавни и чуждестранни инвестиции, градът се утвърждава като 2-рия по значимост икономически център на страната след столицата Техеран.

## Икономика
В миналото Тебриз е бил голям търговски център. За това свидетелства и прочутият Тебриз Базар, който е сред най-старите в Близкия изток и най-големите покрити пазари в света, включен в Списъка на световното културно и природно наследство на ЮНЕСКО през 2010 г.
Днес гръбнакът на местната индустрия е машиностроителният комплекс на Тебриз Мохсен. Първоначално стартирал като тракторни заводи, днес това е конгломерат, произвеждащ от трактори, камиони и бусове до домакински уреди.
В Тебриз е силно развита и хранително-вкусовата промишленост и особено производството на шоколад, поради което често е наричан Шоколадовият град.

## Известни личности
Родени в Тебриз
- Карим Багери (р. 1974), футболист
- Таги Ерани (1902 – 1940), ирански лекар и ляв политически деец, генерален секретар на Иранската комунистическа партия
- Насреддин шах (1831 – 1896), шах
- Сатар Хан (1868 – 1914), политик

## Побратимени градове
- Аксарай, Турция
- Измир, Турция
- Кония, Турция
- Баку, Азербайджан
- Загреб, Хърватия
- Виена, Австрия от 2009 г.